# YuYu Hakusho
YuYu Hakusho (幽☆遊☆白書 Yū Yū Hakusho?, în traducere liberă: „Dosarele fantomelor” sau „Raportul strigoiului”) este o serie manga japoneză scrisă și ilustrată de Yoshihiro Togashi. Titlul seriei este scris YuYu Hakusho în revistele manga Viz Media și Yu Yu Hakusho în alte distribuții engleze ale francizei. Seria prezintă povestea lui Yusuke Urameshi, un delincvent juvenil care este lovit și ucis de o mașină în încercarea de a salva viața unui copil. După un număr de teste primite de la Koenma, fiul conducătorului Lumii de Dincolo, Yusuke este readus la viața și primește titlul de „Detectiv al Lumii de Dincolo”, urmând să investigheze diferite cazuri ce implică demoni și fantome în lumea oamenilor. Odată cu avansarea seriei, acțiunea se concentrează tot mai mult pe lupte și turnee de arte marțiale. Togashi a început crearea seriei YuYu Hakusho în jurul lunii noiembrie 1990, bazându-și seria pe interesul său față de filmele de groază și cele cu temă ocultă și folosind influențe din mitologia budistă.
Seria manga a fost serializată original în revista Weekly Shōnen Jump  al editurii Shueisha, între decembrie 1990 și iulie 1994. Seria constă în 175 de capitole colecționate în 19 volume tankōbon. În America de Nord, seria manga a fost publicată în totalitate în revista Shonen Jump între ianuarie 2003 și ianuarie 2010. O adaptare anime de 112 episoade a fost regizată de Noriyuki Abe și co-produsă de Fuji Television, Yomiko Advertising și Studio Pierrot. Difuzarea originală a serialului de televiziune a avut loc de pe 10 octombrie 1992 până pe 7 ianuarie 1995 pe Fuji Television. A fost mai apoi licențiat în America de Nord de către Funimation Entertainment în 2001, fiind difuzat pe posturi deținute de Cartoon Network precum Adult Swim și Toonami. Serialul de televiziune a fost transmis de asemenea în diverse țări ale lumii. În momentul de față este transmis în Japonia, în alte zone ale Asiei, în Europa de Est prin postul de televiziune prin satelit Animax. Franciza YuYu Hakusho a produs două filme de animație, un serial de animații video originale (OVA), albume audio, jocuri video, și alte mărfuri.
YuYu Hakusho a fost primit cu bine de la momentul debutului, seria manga vânzându-se în 49 de milioane de exemplare numai in Japonia și câștigând prestigiosul premiu Shogakukan Manga pentru cea mai bună serie shōnen în 1993. Serialul de animație a câștigat premiul Anime Grand Prix oferit de Animage pentru cel mai bun anime din 1994 și 1995. YuYu Hakusho a fost urmărit de un număr mare de telespectatori în Japonia și de persoane de diferite vârste în Statele Unite. Serialul anime a primit în mare parte recenzii pozitive din partea criticilor nord-americani, fiind lăudat pentru scenariu, personaje și mulțimea de secvențe de acțiune. Unii critici au judecat serialul ca fiind prea repetitiv.

## Subiect
YuYu Hakusho îl are ca personaj principal pe Yusuke Urameshi, un delincvent care, făcând un act necaracteristic de altruism, este lovit de o mașină și ucis în încercarea de a salva un copil împingându-l din calea autovehiculului. Fantoma sa este întâmpinată de Botan, o femeie care se prezintă ca fiind călăuza pe Râul Styx, ducând sufletele în „Lumea de dincolo” unde acestea sunt judecate pentru viața de apoi. Botan îl informează pe Yusuke că actul său i-a surprins pe cei din Lumea de dincolo și că nu i s-a pregătit încă un loc în rai sau în iad. Astfel Koenma, fiul regelui Enma, conducătorul Lumii de dincolo, îi oferă lui Yusuke o șansă de întoarcere la viață printr-o serie de teste. Yusuke reușește cu ajutorul prietenilor săi, Keiko Yukimura și Kazuma Kuwabara. După întoarcerea la viață, Koenma îi acordă lui Yusuke titlul de „detectiv al Lumii de dincolo”, însărcinându-l pe acesta cu investigarea activităților supranaturale din lumea oamenilor. La scurt timp după, Yusuke își începe primul caz, găsirea celor trei artefacte furate de o bandă de demoni din Lumea de dincolo: Hiei, Kurama și Goki. Yusuke le recuperează folosindu-și noua sa tehnică, „Rei Gun”, o rază de energie spirituală care pornește din degetul arătător. Apoi călătorește către munți în căutarea bătrânei maestre a artelor marțiale, Genkai. Împreună cu rivalul său Kazuma Kuwabara, Yusuke luptă într-un turneu organizat de Genkai cu scopul găsirii unui succesor. Yusuke folosește această competiție ca un pretext pentru căutarea lui Rando, un demon ce fură tehnicile maeștrilor de arte marțiale, ucigându-i pe aceștia. Yusuke îl învinge pe Rando în runda finală a turneului, după care se antrenează cu Genkai timp de câteva luni, dobândind control asupra puterii lui spirituale. Yusuke este trimis apoi la Castelul Labirint din Lumea de dincolo unde Kuwabara, alături de Kurama și Hiei, trecuți de partea binelui, îl ajută pe acesta să învingă cele patru bestii, un grup de demoni ce încerca să îl șantajeze pe Koenma pentru ridicarea barierei ce desparte lumea oamenilor de lumea lor.
Următorul caz al lui Yusuke îl trimite pe acesta într-o misiune de salvare, unde îl întâlnește pe Toguro, un om transformat în unul dintre cei mai puternici demoni. Pentru a îi testa abilitățile, Toguro îl invită pe Yusuke să participe la „Turneul întunecat”, un eveniment organizat de oameni bogați și corupți în care echipe formate din demoni și, uneori, din oameni, luptă până la moarte pentru șansa de a li se îndeplini absolut orice dorință. Echipa Urameshi, alcătuită din Yusuke, Kuwabara, Kurama, Hiei și Genkai deghizată, parcurge etapele competiției, înfruntând în finală echipa Toguro și câștigând turneul. Aceștia află că patronul echipei Toguro, Sakyo, dorea să câștige pentru a crea o gaură uriașă dintre lumea oamenilor către „Ținutul demonilor”, o a treia lume ocupată de nenumărați demoni. Sakyo se sinucide, dărâmând arena turneului.
După încheierea turneului, Yusuke se întoarce acasă, însă are puțin timp de odihnă deoarece este provocat la luptă de trei adolescenți cu abilități supraomenești, care reușesc să îl ia pe detectiv ostatic. Kuwabara și ceilalți îl salvează și află că întreg scenariul fusese doar un test pus la cale de Genkai. Este dezvăluit faptul că Shinobu Sensui, predecesorul lui Yusuke la postul de detectiv al Lumii de dincolo, a recrutat alțe șanse ființe cu puteri cu scopul de a continua ceea ce a început Sakyo, deschiderea unei găuri către Ținutul demonilor, ceea ce ar fi dus la dispariția rasei umane. Yusuke și prietenii săi luptă și îi înving pe rând pe asociații lui Sensui, culminând într-o bătălie între cei doi detectivi. Sensui îl ucide pe Yusuke, apoi se retrage în portalul recent deschis către Ținutul demonilor. Yusuke este reînviat parțial într-un demon, descoperind că unul dintre strămoșii săi a transmis o genă recesivă care avea să rămână ascunsă până ce un moștenitor destul de puternic avea să se nască, dezvăluind astfel descendența sa demonică. Yusuke merge în Ținutul demonilor unde corpul îi este posedat de strămoșul său, învingându-l astfel pe Sensui.
Întors în lumea oamenilor, Yusuke își pierde titlul de detectiv întrucât regele Enma ordonă ca el să fie capturat și executat de teamă că sângele de demon al lui Yusuke ar putea cauza pericol lumii oamenilor. Yusuke, tulburat de ideea de a fi controlat de strămoșul său Raizen, acceptă o ofertă de la discipolii lui Raizen de a se întoarce în Ținutul demonilor. Raizen, în dorința unui succesor, este la un pas să moară din lipsă de hrană, moarte ce ar fi stricat echilibrul celor trei puteri dominante de pe Ținutul demonilor. Hiei și Kurama sunt chemați fiecare de alți doi conducători, Mukuro și Yomi, cu scopul întăririi pentru un război inevitabil. Cei trei protagoniști se antrenează în acea lume un an, timp în care Raizen moare, iar Yusuke moștenește teritoriul. Yusuke ia inițiativă și propune un turneu de lupte pentru a determina adevăratul conducător al Ținutului demonilor, lucru acceptat atât de Mukuro, cât și de Yomi. În timpul turneului, Yusuke și Yomi se întâlnesc în a doua rundă eliminatorie; Yusuke este învins, rămânând inconștient. Yusuke se trezește peste câteva zile și află că turneul se terminase și că o competiție similară avea să se țină la o perioadă de timp pentru a determina noul conducător al Ținutului demonilor. Yusuke rămâne pentru un timp în Ținutul demonilor, însă se întoarce în lumea oamenilor pentru a fi cu Kayko.

## Producție
Autorul Yoshihiro Togashi a declarat că a început să lucreze la YuYu Hakusho în perioada noiembrie 1990, insa nu își mai amintește momentul exact. Fiind un fan al filmelor de groază și al celor cu temă ocultă, și-a dorit să scrie și să ilustreze o serie manga bazată pe aceste interese. Togashi mai publicase până atunci o serie de ficțiune polițistă ocultă intitulată Occult Tanteidan, care a avut parte de recepție pozitivă din partea cititorilor, motiv pentru care a continuat să creeze serii manga. Când a început să producă YuYu Hakusho, nu avea încă o idee clară despre titlul seriei. A folosit titlul experimental „Cum să fii fantomă”, în timp ce le prezenta imagini editorilor. Odată primită aprobarea de a începe tipărirea, Togahi a propus „YuYu-Ki (Cronicile strigoiului)” ca titlu, întrucât existau scene de luptă cu demoni și ar fi fost un joc de cuvinte pentru titlul SaiYu-Ki. Deoarece o serie cu un nume similar (Chin-Yu-Ki) începuse deja să fie tipărită, Togashi a creat de îndată o alternativă: „YuYu Hakusho (Raportul strigoiului)”. A explicat că ar fi putut folosit „Den (Legendă)” sau „Monogatari (Poveste)”, dar „Hakusho (Raport)” a fost primul lucru care i-a trecut prin minte. La scurt timp după, a creat numele personajelor principale, răsfoind un dicționar și extrăgând personaje kanji care îi păreau interesante. „Yusuke Urameshi” este un calambur, „Kazuma Kuwabara” este o combinație între numele a doi jucători de baseball, iar „Hiei” și „Kurama” sunt „doar niște nume care i-au trecut [lui Togashi] prin cap”. Când a introdus cele două personaje în al treilea volum, autorul avea deja planuri să îl facă pe Kurama personaj principal, însă nu era atât de sigur în legătură cu Hiei.
Trecerea de la ficțiunea polițistă ocultă la artele marțiale după moartea și învierea lui Yusuke din primele capitole a fost plănuită de la bun început de Togashi. Seria conține multe elemente din folclorul asiatic, în special credințele budiste despre viața de apoi. Togashi a venit cu ideea ca Ningekai (lumea oamenilor), Reikai (Lumea de dincolo), și Makai (Ținutul demonilor) să fie lumi paralele în universul YuYu Hakusho. Le-a creat ca pe niște locuri în care o persoană nu poate ajunge folosind tehnologie modernă, ci mai degrabă sub forma unui spirit lipsit de un corp material. Totuși, ideea de puteri „teritoriale” din arcul narativ al lui Sensui a fost pariodiat dintr-o lucrare separată, al cărui nume nu a putut a fost menționat, aparținând lui Yasutaka Tsutsui. Pentru crearea desenelor, Togashi a folosit stilouri pentru desen tehnic și stilouri Kabura. În timp ce stilul său a început cu screentone, acesta s-a îndreptat treptat către minimalism. De-a lungul seriei, a desenat figuri și fețe foarte detaliate sau „ca în desenele animate, schițate”, de fiecare dată când își dorea un asemenea efect.

## Difuzarea în România
Acest serial a fost difuzat în România pe A+ Anime până din 2007 devenită Animax România cu semnul de avertizare 12+ din Ungaria (Program interzis copiilor sub 12 ani), iar după au fost începute pe Național TV (perioada 2006-2009), Acasă TV devenită Pro 2 și Pro TV Internațional (perioada 2006-2021) cu semnul de avertizare 12 din România de la CNA, serialul a fost mutat pe Antena 1 și Happy Channel din decembrie 2021, tot cu acelaș semn de avertizare 12.